# Lincoln megye (Minnesota)
Lincoln megye az Amerikai Egyesült Államokban, azon belül Minnesota államban található. Megyeszékhelye Ivanhoe, legnagyobb városa Tyler. Lakosainak száma 5640 fő (2020. április 1.). Lincoln megye Deuel, Yellow Medicine, Lyon, Pipestone, Moody és Brookings megyékkel határos.

## Népesség
A megye népességének változása:
| Lakosok száma | 5877 | 5845 | 5824 | 5830 | 5771 | 5640 |
|               | 2010 | 2011 | 2012 | 2013 | 2015 | 2020 |